# Максимальный идеал
Максимальным идеалом коммутативного кольца называется всякий собственный идеал кольца, не содержащийся ни в каком другом собственном идеале. 

## Свойства
- (Считаем далее, речь идёт о кольцах с единицей.) Множество всех идеалов кольца индуктивно упорядочено по отношению включения, поэтому (Лемма Цорна) во всяком кольце максимальные идеалы существуют, более того, для всякого собственного идеала I кольца R существует максимальный идеал кольца R, который его содержит.

- Если элемент a кольца R не обратим, тогда все элементы кольца, кратные ему, образуют собственный идеал. Поэтому каждый необратимый элемент кольца содержится в некотором максимальном идеале. Если элемент a обратим, всякий идеал, который его содержит, совпадает со всем кольцом, поэтому обратимые элементы не содержатся ни в каком собственном идеале, соответственно и ни в каком максимальном.

- Если все необратимые элементы кольца R образуют идеал, он является максимальным, и притом единственным - других максимальных идеалов в кольце R нет. (Верно и обратное: если в кольце R максимальный идеал единствен, он включает в себя все необратимые элементы кольца.) В этом случае кольцо R называется локальным кольцом.

- Характеристическое свойство максимального идеала: идеал {\displaystyle I} кольца {\displaystyle R} максимален тогда и только тогда, когда факторкольцо {\displaystyle R/I} является полем (в нём каждый ненулевой элемент обратим).

- Если кольцо R имеет структуру коммутативной банаховой алгебры над полем комплексных чисел С, факторкольцо по максимальному идеалу R/I изоморфно C. В этом случае идеал I определяет гомоморфизм кольца R в поле C, ядром которого является идеал I. 
 Для каждого a существует единственное число {\displaystyle \lambda _{a}}, такое что {\displaystyle a-\lambda _{a}e\in I} (e - единица алгебры R). Соответствие {\displaystyle a\to \lambda _{a}} и есть тот самый гомоморфизм.

- Из характеристического свойства следует, что всякий максимальный идеал является простым.

## Примеры
- В кольце целых чисел Z максимальными идеалами являются все простые идеалы: если p - простое число, тогда идеал (p)=pZ максимален. Например, чётные числа образуют максимальный идеал, а числа, кратные 4 - образуют идеал, но не максимальный - этот идеал содержится в идеале чётных чисел.
- В кольце многочленов k[X,Y], где k - алгебраически замкнутое поле, максимальные идеалы имеют вид {\displaystyle I_{a,b}=\{f\in k[X,Y]:f(a,b)=0\},\quad a,b\in k}.
- Кольцо степенных рядов {\displaystyle k[[X]]} над полем k - локальное кольцо. Необратимые элементы - те, которые не содержат свободного члена. Они образуют идеал. Он - единственный максимальный идеал в этом кольце.